# 極超音速誘導弾
極超音速誘導弾（ごくちょうおんそくゆうどうだん）は、日本が計画、開発中の 対艦・対地ミサイルである。反撃能力整備の一環として調達が予定されている。

## 概要
日本は、マッハ3で超音速巡航するASM-3より、更に高速なマッハ5以上の極超音速で飛行可能で高い残存性を持つスクラムジェットエンジンで飛行するミサイルの実現を目指して「極超音速誘導弾要素技術の研究」が進められている。平成31年（2019年）度から令和7年（2025年）度に要素技術を研究する予定である。
これに続き、極超音速誘導弾の早期装備化を運用実証型研究により実現することを目指して「極超音速誘導弾の研究」が進められる予定であり、スタンド・オフ・ミサイルの導入を図る2023年の防衛力整備計画に盛り込まれた。令和5年（2023年）度から令和13年（2031年）度にかけて総額1,851億円をかけて研究する予定であり、この事前の事業評価によると、遠方の海域の防空能力が高い海上目標及び地上目標を攻撃する事を目指している。この一環として令和5年度防衛予算では585億円が計上されている

## 設計
令和5年度版防衛白書では、地上および潜水艦から本ミサイルが発射されている図がある。
「極超音速誘導弾の研究」の令和4年度・事前の事業評価（ロジックモデル）に掲載されたイメージ絵では、発射機は6連装の8輪車両となっており、現在運用中の12式地対艦誘導弾と同じであるが、この資料の発射車両のイメージ絵は、実際の計画と関係がないとみられる。同日に掲載された別の資料「島嶼防衛用高速滑空弾（能力向上型）」では、「第1段目の大型ロケットモータを極超音速誘導弾のブースターと共通化し、当該事業における設計活動の大幅な低減を図る。」とされており、極超音速滑空体（HGV）に分類される島嶼防衛用高速滑空弾（能力向上型）のロケットモーターは、実質的に射程3000km級の中距離弾道ミサイルのロケットモーターと同規模であるため、直径90cm級のロケットモーターを装備するとされる。極超音速誘導はブースターの大きさから推定すると、ロシアの極超音速巡航ミサイル、3M22 ツィルコンの2～3倍の発射重量6～9トンになる可能性があり、射程は2000～3000km級と推定され、他国の計画でも類を見ない大きさのスクラムジェット極超音速巡航ミサイルとなる。